# Kyakku
Kyawkku Hsiwan, Kyakku o Kyawkku és un principat subsidiari de Yengnan, a l'Estat Shan de Myanmar, a la regió natural anomenada Myelat, situat al sud-oest, al límit amb terres birmanes. La capital és Myinkyado (344 habitants el 1901), residència del príncep o ngwegunhmu. És molt muntanyós i el rega el riu Panlaung. La superfície és de 243 km², i la població el 1901 de 4.771 habitants repartida en 33 pobles. La població és principalment danu i taungthu amb minories shan, i palaung. Limitava al nord i oest amb Yengan, a l'est amb Pangtara; i al sud amb Kyong. Els ingressos eren de 390 lliures i el tribut pagat al govern britànic de 200 lliures.